# Unterseeboot 741
L'Unterseeboot 741 ou U-741 est un sous-marin allemand (U-Boot) de type VIIC utilisé par la Kriegsmarine pendant la Seconde Guerre mondiale.
Le sous-marin fut commandé le 5 juin 1941 à Dantzig (Schichau-Werke), sa quille fut posée le 30 avril 1942, il fut lancé le 4 février 1943, et mis en service le 10 avril 1943, sous le commandement de l'Oberleutnant zur See Gerhard Palmgren.
Il fut coulé par la Royal Navy dans la Manche, en août 1944.

## Conception
Unterseeboot type VII, l'U-741 avait un déplacement de 769 tonnes en surface et 871 tonnes en plongée. Il avait une longueur totale de 67,10 m, un maître-bau de 6,20 m, une hauteur de 9,60 m et un tirant d'eau de 4,74 m. Le sous-marin était propulsé par deux hélices de 1,23 m, deux moteurs diesel Germaniawerft M6V 40/46 de 6 cylindres en ligne de 1400 cv à 470 tr/min, produisant un total de 2 060 à 2 350 kW en surface et de deux moteurs électriques AEG GU 460/8–27 de 375 cv à 295 tr/min, produisant un total 550 kW, en plongée. Le sous-marin avait une vitesse en surface de 17,7 nœuds (32,8 km/h) et une vitesse de 7,6 nœuds (14,1 km/h) en plongée. Immergé, il avait un rayon d'action de 80 milles marins (150 km) à 4 nœuds (7,4 km/h; 4,6 milles par heure) et pouvait atteindre une profondeur de 230 m. En surface son rayon d'action était de 8 500 milles nautiques (soit 15 700 km) à 10 nœuds (19 km/h).
 L'U-741 était équipé de cinq tubes lance-torpilles de 53,3 cm (quatre montés à l'avant et un à l'arrière) qui contenaient quatorze torpilles. Il était équipé d'un canon de 8,8 cm SK C/35 (220 coups) et d'un canon antiaérien de 20 mm Flak. Il pouvait transporter 26 mines TMA ou 39 mines TMB. Son équipage comprenait 4 officiers et 40 à 56 sous-mariniers.

## Historique
Il reçut sa formation de base au sein de la 8. Unterseebootsflottille jusqu'au 31 octobre 1943, puis il intégra sa formation de combat dans la 1. Unterseebootsflottille.
Il quitte Kiel en Allemagne pour sa première patrouille sous les ordres du l'Oberleutnant zur See Gerhard Palmgren le 25 novembre 1943. Il rejoint d'autres U-Boote dans le Nord de la Manche, à la recherche de convois. En décembre 1943, l'U-741 fait partie du groupe Sylt. Le 22 décembre 1943, le groupe est dissous pour reformer des nouveaux groupes (Rügen 1, Rügen 2, Rügen 3, Rügen 4, Rügen 5 et Rügen 6). Ces petits groupes, toujours en mouvement ont pour but de dérouter les Alliés. À la fin du mois de décembre 1943, des convois sont signalés, mais les groupes sont trop petits (trois ou quatre U-Boote) pour pouvoir monter une attaque. Après 64 jours en mer, l'U-741 arrive à Brest le 27 janvier 1944.
Sa deuxième patrouille se déroule du 29 février au 3 mai 1944, soit 65 jours. L'U-741 reçoit l'ordre de rejoindre le sud-ouest de l'Irlande, où l'U-625 a été coulé, le 10 mars 1944. Il rejoint l'U-256 déjà à la recherche des survivants de l'U-Boot disparu. Seuls des débris, des canots de survie sont aperçus, mais aucun survivant. Pendant la recherche, les deux U-Boote sont attaqués par un Wellington du 407 Sqn de la Royal Canadian Air Force, le 11 mars 1944. L'U-256 est sérieusement endommagé et l'U-741 rejoint le groupe Preussen, à l'ouest des Îles britanniques. Le 22 mars 1944, le groupe est dissous et les U-Boote agissent indépendamment. Début avril 1944, l'U-741 fait le piquet météo avant de rentrer à la base.
Après avoir été équipé d'un schnorchel, l'U-741 reprend la mer pour sa troisième patrouille le 19 juin 1944, pour amener des munitions à Cherbourg. L'opération est annulée le 23 juin 1944 car l'entrée du port de Cherbourg est bloquée. Le 27 juin 1944, il débarque finalement son chargement de munitions prévu pour Cherbourg. Il embarque alors ses torpilles pour naviguer en baie de Seine et rentre à Brest après 11 jours en mer.
Partant pour sa quatrième patrouille le 5 juillet 1944, l'U-741 opère dans la Manche. Quelques heures plus tard, il est attaqué par quatre destroyers. Il plonge en catastrophe et s'échappe. Son périscope et son canon sont endommagés mais il continue sa patrouille dans la zone du débarquement allié où il signale une forte activité anti-sous-marine. Le 12 juillet 1944, naviguant à 131 pieds au schnorchel, il entre en collision avec un dragueur de mines. Son antenne linéaire et son schnorchel sont endommagés, l'obligeant à retourner précipitamment au Havre.
Pour sa cinquième patrouille, il quitte le Havre le 3 août 1944 pour le large de l'île de Wight. Le 15 août 1944, il signale le convoi FTM 69 et attaque de deux torpilles l'HMS LST-404 à 35 miles au sud-est de St. Catherine's Point (en), causant d'importants dommages et 7 décès. Le navire s'est échoué, brisé en deux et a été déclaré irrécupérable.
 L'U-741 naviguait à 190 pieds lorsqu'une corvette anglaise de l'escorte FTC 68, le détecte. En deux attaque, elle lui lance des charges de profondeur et des Hedgehog qui le coulent à la position 50° 02′ N, 0° 36′ O.

Deux hommes réussissent à quitter le navire par le panneau du poste des torpilles. Un seul homme (Léo Lewwer) sur les 49 membres d'équipage est recueilli par la frégate anglaise.
L'épave a été identifiée par le chasseur d'épaves et archéologue sous-marin Innes McCartney en 2000, près de la position donnée par les Alliés.

## Affectations
- 8. Unterseebootsflottille du 10 avril 1943 au 31 octobre 1943 (Période de formation).
- 1. Unterseebootsflottille du 1er novembre 1943 au 15 août 1944 (Unité combattante).

## Commandement
- Oberleutnant zur See Gerhard Palmgren du 10 avril 1943 au 15 août 1944.

## Patrouilles
|       | Commandant             | Départ           | Départ   | Arrivée         | Arrivée  | Jours     | Succès  |
| ----- | ---------------------- | ---------------- | -------- | --------------- | -------- | --------- | ------- |
| 1     | Oblt. Gerhard Palmgren | 25 novembre 1943 | Kiel     | 27 janvier 1944 | Brest    | 64 jours  |         |
| 2     | Oblt. Gerhard Palmgren | 29 février 1944  | Brest    | 3 mai 1944      | Brest    | 65 jours  |         |
| 3     | Oblt. Gerhard Palmgren | 19 juin 1944     | Brest    | 29 juin 1944    | Brest    | 11 jours  |         |
| 4     | Oblt. Gerhard Palmgren | 5 juillet 1944   | Brest    | 15 juillet 1944 | Le Havre | 11 jours  |         |
| 5     | Oblt. Gerhard Palmgren | 3 août 1944      | Le Havre | 15 août 1944    | Coulé    | 13 jours  | 1 625   |
| Total | Total                  | Total            | Total    | Total           | Total    | 164 jours | 1 625 t |

Note : Oblt. = Oberleutnant zur See

### Opérations Wolfpack
L'U-741 a opéré avec les Wolfpacks (meute de loups) durant sa carrière opérationnelle.
- Coronel 1 (14-17 décembre 1943)
- Sylt (18-23 décembre 1943)
- Rügen 2 (23-28 décembre 1943)
- Rügen 1 (28 décembre 1943 – 7 janvier 1944)
- Rügen (7-14 janvier 1944)
- Preussen (7-22 mars 1944)

## Navire coulé
L'U-741 a détruit 1 navire de guerre de 1 625 tonneaux au cours des 5 patrouilles (164 jours en mer) qu'il effectua.
| Date         | Nom         | Nationalité | Tonnage | Convoi | Fait         | Localisation        |
| ------------ | ----------- | ----------- | ------- | ------ | ------------ | ------------------- |
| 15 août 1944 | HMS LST-404 | Royal Navy  | 1 625   | FTM-69 | Perte totale | 50° 02′ N, 0° 38′ O |